# Tour des Cabannes
Pour les articles homonymes, voir Tour Sarrazine.
La tour des Cabannes, aussi appelée Tour Sarrasine, est une tour située sur la commune des Cabannes, dans le Tarn, en région Occitanie (France). 
Construite au XIIIe siècle, elle est inscrite au titre des monuments historiques par arrêté du 17 mai 1974.

## Historique
Originellement, la tour des Cabannes est très sûrement une dépendance de l'ancien château de Corrompis, lui servant de tour à signaux, et étant peut-être même intégrée dans un dispositif de fortifications. Elle daterait du XIIe siècle ou XIIIe siècle, ce qui correspond aussi au siècle de construction du château.

## Architecture

### Extérieur
La tour des Cabannes, de forme carrée sur 6 mètres de côté, comporte actuellement quatre étages, dont le dernier qui est tronqué. Elle mesure donc près de 15 mètres de haut, même s'il est impossible d'en connaître la taille originelle, à cause de la disparition des étages supérieurs. 
L'édifice est en pierre de schiste locale, avec une alternance de moellons et de dalles plates, formant des murs d'une épaisseur de 1 mètre 30. Les ouvertures, outre les portes, sont toutes sur le mur Sud, ce qui confirme la thèse d'un tour à signaux, servant aussi de tour de guet. Ainsi, de petites fenêtres carrées sont percés aux premier et deuxième étages, et des trous de boulins sont visibles au quatrième.
La tour des Cabannes est assimilables à différentes tours du même type et de la même période installées dans les villages environnants. Elles témoignent toutes, de par leur construction au sortir de la croisade des albigeois, de la volonté de prévenir de nouveaux combats. On peut ainsi citer la tour de Bournazel, celle de Salles, ou encore la tour des Avalats.

### Intérieur
L'entrée, aujourd'hui possible par le rez-de-chaussée au travers d'une porte percée dans le mur Ouest, se faisait à l'origine par une ouverture en arc brisé à quatre mètres du sol. On utilisait alors une échelle, escamotable en cas d'attaque, pour y entrer. La salle basse voûtée d'arêtes, enterrée de près d'un mètre, était alors accessible par un trou dans le plafond ouvrant sur l'étage.

## Galerie

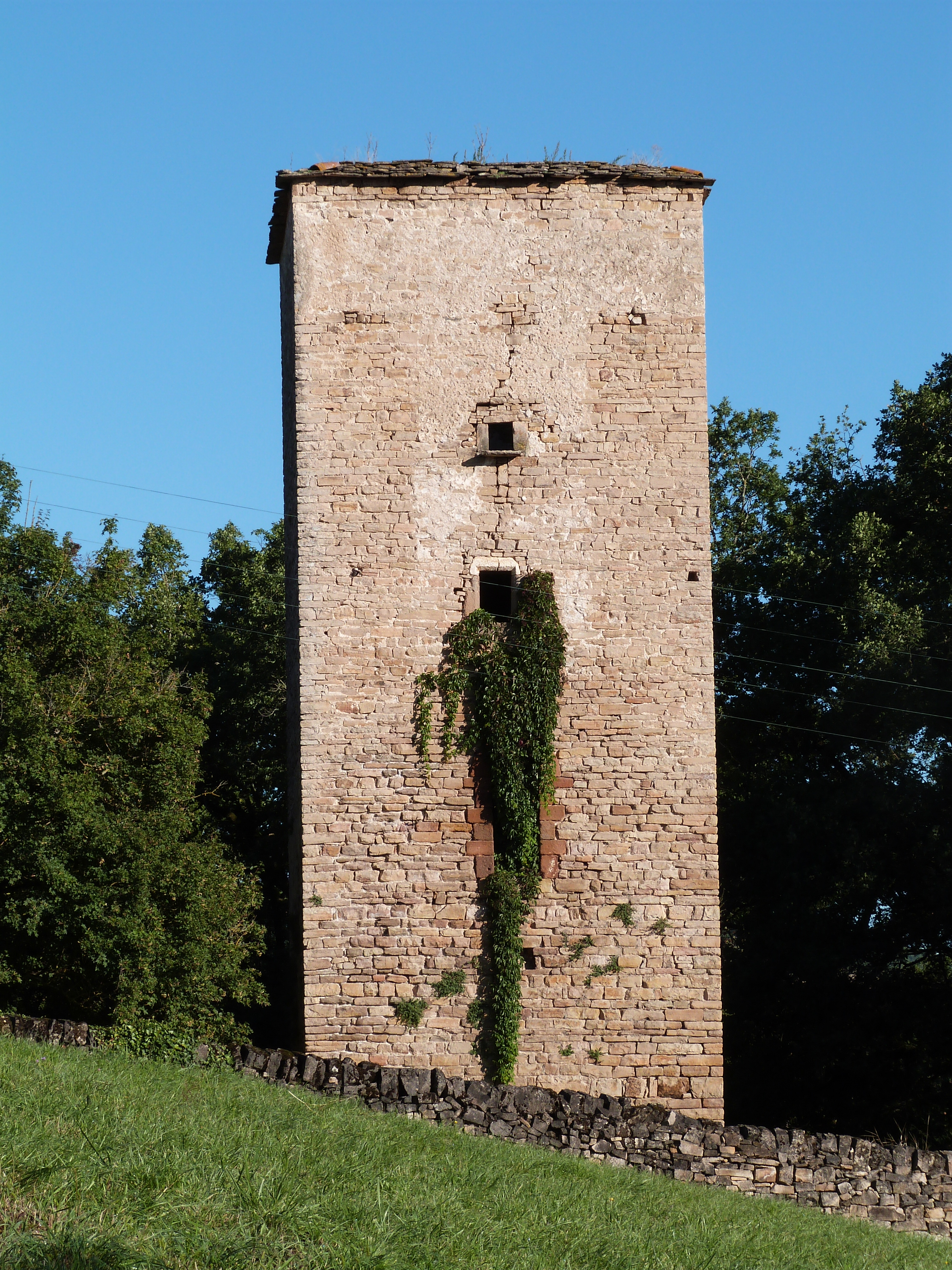
Vue de la façade Sud
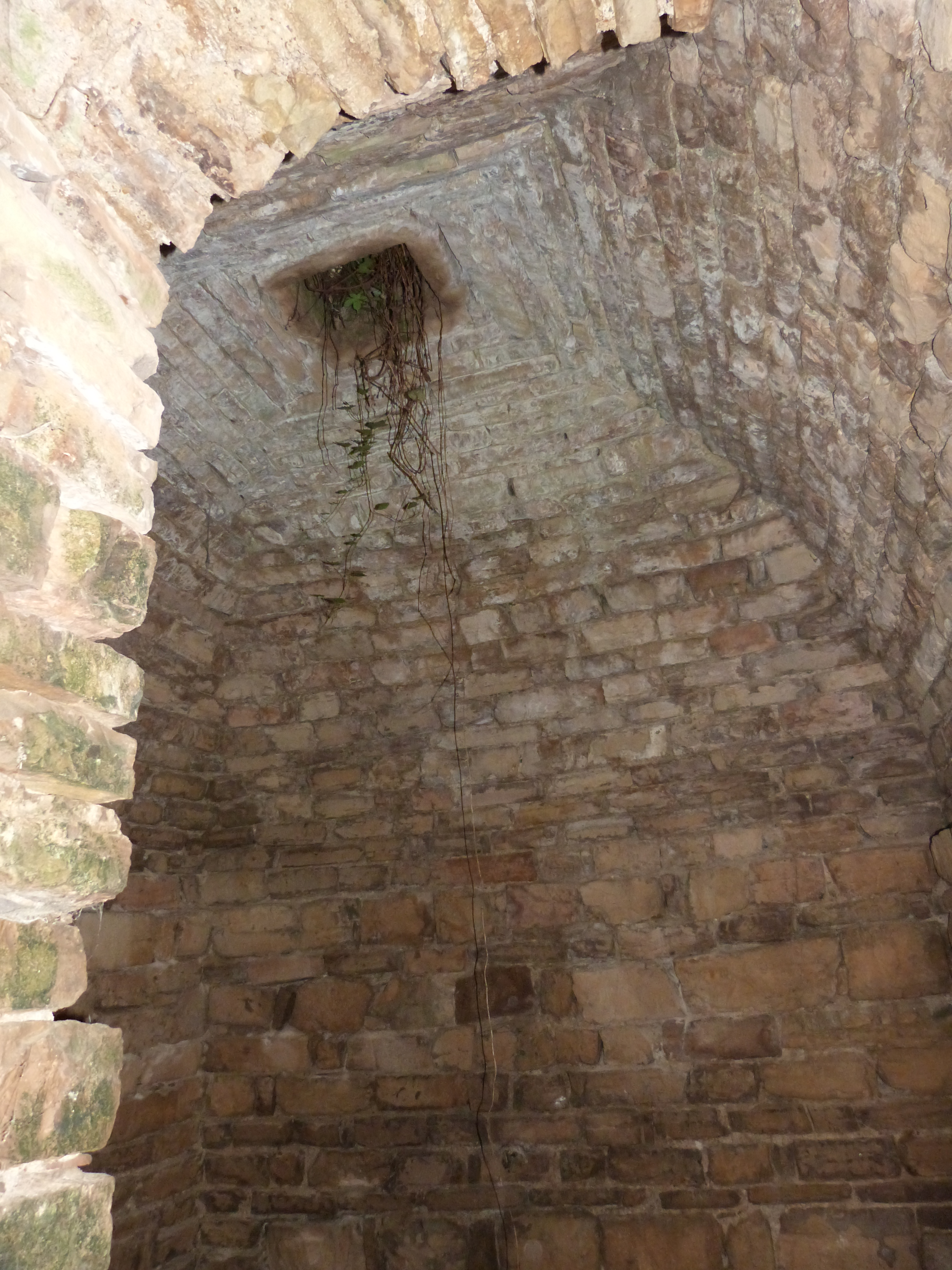
Le passage de la salle basse au 1er étage